# Ruds Vedby Pastorat
Ruds Vedby Pastorat (tidligere Ruds Vedby-Reerslev-Buerup Pastorat) er et pastorat i Ringsted-Sorø Provsti, Roskilde Stift, Sorø Kommune, Region Sjælland.
Pastoratet lå tidligere i Dianalund Kommune, Kalundborg Provsti, Vestsjællands Amt. Eneste sogn efter omlægning (den seneste pastoratsomlægning fandt sted i 1980) er Ruds Vedby Sogn med sognepræst Benedikte Brisson (2024).

## Eksterne oplysninger
- Oplysninger om pastoratet Arkiveret 13. marts 2017 hos  Wayback Machine fra Kirkehistorie.dk, gældende til år 2000, da det hørte under Kalundborg Provsti
- Sogneoplysninger Arkiveret 16. juli 2007 hos  Wayback Machine, eneste sogn i pastoratet
- Oplysning om sognepræst Arkiveret 16. juli 2007 hos  Wayback Machine